# 玄武城
玄武城（くろたけじょう/げんぶじょう）は、宮崎県西臼杵郡高千穂町田原にあった安土桃山時代の日本の城（山城）。高千穂の豪族・三田井氏の築いた「高千穂48塁」の一つに数えられている。

## 概要
五ヶ瀬川支流の田原川・上野川に東西を挟まれた、標高970メートルの玄武山（げんぶざん）山頂平坦面（約1000平方メートル）を本曲輪（本丸）とし、そこから南方向、および南東方面に南北約800メートル×東西約500メートルの城域を形成している。山頂から南方向に伸びる稜線に階段状に連続して小曲輪が構築されており、稜線鞍部を挟んだ標高840メートルの小ピークに「城屋敷」と呼ばれる二ノ曲輪（二の丸）がある。また本曲輪と城屋敷の間の鞍部付近から東南方向に派生する稜線にも階段状の小曲輪群が続き、堀切で稜線を遮断したその先の標高760メートルほどの小ピークに「城ン岳」と称される三ノ曲輪がある。「城ン岳」にはL字形の土塁が築かれている。
三田井氏の家臣・吉村種供が城主を務めたとされるが、1578年（天正6年）に大友宗麟が日向に侵攻して土持親成を攻撃した際、当城も攻められ落城した。その後江戸時代の寛永年間（1624年-1644年）に延岡城の肥前有馬氏により完全に破却されたという。